# Pseudonicsara siwi
Pseudonicsara siwi är en insektsart som beskrevs av Sigfrid Ingrisch 2009. Pseudonicsara siwi ingår i släktet Pseudonicsara och familjen vårtbitare. Inga underarter finns listade i Catalogue of Life.